# طلوسة
طلوسة هي إحدى القرى اللبنانية من قرى قضاء مرجعيون في محافظة النبطية. وتقع قرب مركبا. يجدر بالذكر أن نسب الشهيد الثاني في الإسلام الشيعي زين الدين بن علي الطلّوسي الجبعي العاملي يعود في الأصل إلى هذه القرية.

## وصلات خارجية
لمزيد من الإطلاع على أحوال هذه البلدة اللبنانية مراجعة تتوخى البركة من مقام بنيامين
موقع بلدة طلوسة